# Rue Sénac-de-Meilhan
La Rue Sénac-de-Meilhan est une voie située dans le 1er arrondissement de Marseille.

## Situation et accès
Elle va de la rue de la Bibliothèque à la Canebière.

## Origine du nom
Elle doit son nom à Gabriel Sénac de Meilhan qui fut intendant de Provence de 1773 à 1775 et contribua à l’aménagement du quartier.

## Historique

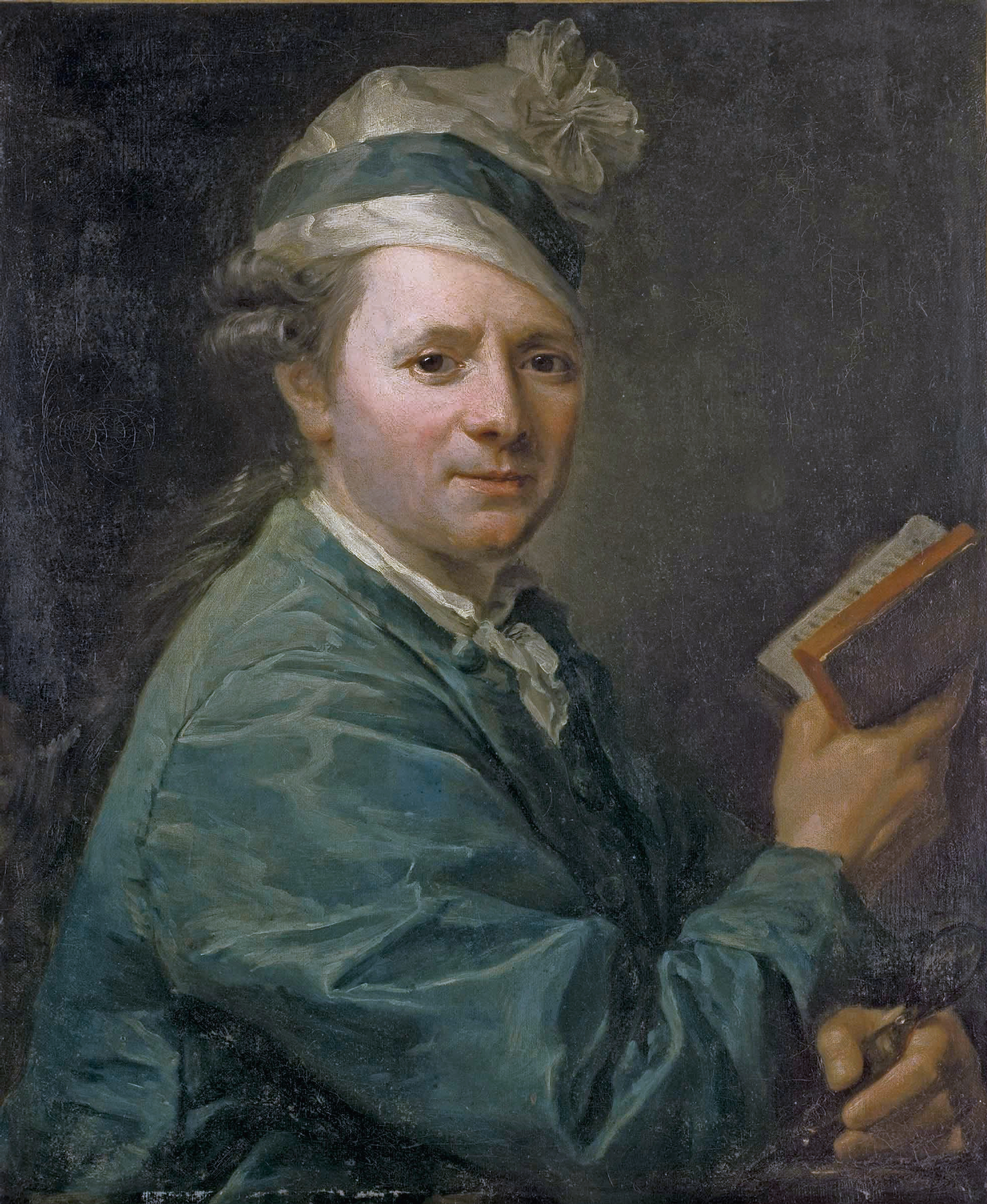
Gabriel Sénac de Meilhan

La première partie du nom Gabriel Sénac de Meilhan est donné à la présente rue qui s’appelait seulement « rue Sénac ». La deuxième partie du nom est donnée aux « Allées de Meilhan », promenade créée par délibération du 8 avril 1775. Ces Allées de Meilhan étaient également appelées « Cours des Lyonnaises » à cause d’un couvent du tiers ordre de Saint-François dépendant de la maison de Saint-Élisabeth de Lyon et établi à l’emplacement du théâtre du gymnase. Par délibération du 15 juillet 1927 les « Allées de Meilhan » sont ajoutées à la Canebière qui forme alors une avenue allant du Vieux Port à l’église des réformés. Le nom complet de Sénac de Meilhan peut alors être donné à la rue.

## Bâtiments remarquables et lieux de mémoire
- A un numéro inconnu a vécu l'architecte Olivia Chaumont[3].
- Au n° 10 : immeuble qui accueillait dans les années 1910 et 1920 le siège de la filiale marseillaise de la Compagnie générale française de tramways[4].
- Au n°12 : immeuble où s'est éteint le peintre Adolphe Monticelli à l'âge de 61 ans. Ce dernier a notamment influencé Vincent van Gogh bien qu'il reste méconnu du grand public.
- Au n° 37 : immeuble où se trouvait le cabinet du docteur Pierre Bougrat qui est accusé du meurtre d’un de ses patients, Jacques Rumèbe. En 1927, à l’issue d’un procès, il sera condamné sans preuve formelle aux travaux forcés à perpétuité. Il sera envoyé au bagne de Cayenne d’où il s’évadera. Il termine sa vie au Venezuela où il devient le médecin des pauvres qui lui portent la plus grande estime[5]. Cette vie hors du commun fait penser à celle de Henri Charrière, auteur du livre Papillon.
- Au n°30 : immeuble cossu, construit en 1881 à la place des anciens numéros 28 et 30, par une famille de capitaines marins. Joseph Thierry, alors avocat (il deviendra plus tard député puis ministre), y a habité à la fin du XIXe siècle. Début XXe, la famille du docteur Avierinos s'y installe avec ses enfants ; leur fils Fernand restera longtemps l'ami de lycée de Marcel Pagnol.
- Au n°81 : immeuble où se trouve à partir de 1975 le local du planning familial marseillais. Il s'agit du pôle féministe marseillais, dont le noyau s'est étendu durant les évènements de mai 68 en Provence, et qui organise le ralliement des féministes aux groupes communistes et socialistes[6].
- Dans le roman Le Comte de Monte-Cristo d'Alexandre Dumas, Edmond Dantès et son père habitent dans une maison des allées de Meilhan.

### Immobilier
Le prix moyen de l’immobilier de la rue Sénac de Meilhan à Marseille était de 2 351 €/m2 pour un appartement au 1er mai 2014, et est passé à 2 465€/m² en 2020, avec des pics à plus de 4500€/m².